# Horrorcore
Horrorcore es un subgénero del hip hop con contenido lírico basado en el horror. Mientras que el estilo es raramente popular, algunos artistas se han vendido bien en la escena mainstream. Es, principalmente, un subgénero temático, que se plasma en diferentes subestilos musicales del hip hop.

## Historia
La temática, extremadamente explícita, con temas de horror, pronto se vio en el hardcore rap y en el gangsta rap. Los orígenes estilísticos del horrorcore pueden atribuirse a una serie de artistas en la década de 1990, siendo algunos ejemplos el álbum de Geto Boys, We Can't Be Stopped (1991), que incluye la canción "Chuckie", basada en el personaje Chucky de la película de terror "Child's Play"; el álbum debut de Ganksta N-I-P , The South Park Psycho (1992), con la canción "Horror Movie Rap", que samplea la banda sonora de la película Halloween 1978: el primer single de Big L, llamado "Devil's Son" (1993); el grupo Insane Poetry con el álbum debut Grim Reality (1992); el rapero Esham, también con su álbum debut Boomin' Words from Hell (1989). Aunque hay mucho debate sobre quién acuñó el término, su uso no ganó importancia hasta 1994, con el lanzamiento de U.S.A. (Under Satan's Authority), de Flatlinerz. Aún así, Kool Keith afirma haber "inventado el horrorcore". 
Si bien el género en su conjunto no es popular entre el público general, artistas como Insane Clown Posse, Three 6 Mafia, $uicideboy$, Eminem y Tyler, the Creator han tenido éxito.

## Características
Horrorcore define el estilo de la música hip hop que se centra alrededor de horror con influencias temáticas que incluyen el satanismo, el canibalismo, el suicidio, asesinatos, humor negro, ciencia ficción, historias de terror, o temas sobrenaturales. Las letras están inspiradas en películas de horror más temperamental, ritmos de hardcore.

## Death rap
El horrorcore ha sido muy familiarizado con temáticas del black y death metal, aunque varios artistas de este han interpretado un género aún no muy conocido denominado por ellos mismos "death rap" ("acid rap" por Esham). La revista Entertainment Weekly describió el death rap como "una mezcla de hardcore rap y metal sangriento". Las características son similares al rap metal, pero mucho más fuertes en líricas y contenido, con letras similares en el horrorcore y el death. La voz incluye una mezcla de rapeos (en algunos casos hardcore, o sea, rotas) y metal (guturales), con bases de guitarra eléctrica, batería rápida (algunas veces muy lenta), bajo eléctrico y tornamesas. Entre algunos de sus representantes se encuentran Esham, Necro (quien tiene un álbum llamado Death Rap), Natas, Insane Clown Posse, KidCrusher, Ishkur, entre otros.